# 承恩寺 (北京)
承恩寺，位于北京市石景山区模式口大街20号，是一座汉传佛教寺院。

## 历史
承恩寺位于模式口大街东段路北，西为龙王庙，东为关帝庙，山门与北京市第九中学的校门隔街相望。相传，承恩寺所在处早在唐朝武德年间便已有寺庙存在。承恩寺始建于明朝正德五年（1510年），正德八年（1513年）落成。建寺者是明朝司礼监大太监温祥。该寺被明朝皇帝敕赐为“承恩禅林”，并题寺额，还“优免一应杂泛的差徭”，禁止在该寺附近兴建房屋。自建寺以来，该寺不受香火、不做道场，不开庙。
史料记载，明朝兴建的承恩寺规模宏大，占地面积40余亩。明朝大学士李东阳在《承恩寺记》中称该寺“高塔前耸，崇岗后峙”。明朝王思任在《游西山诸名胜记》中，记载该寺住持是明光宗朱常洛的替身僧。清朝初年文人怀应聘在《游西山记》一文中称，当时寺僧曾对他说：万历帝曾驻跸该寺，寺内一直留有“龙座”等物，直到明朝灭亡才被该寺僧人销毁“灭迹”。清朝乾隆二十二年（1757年）、道光二十三年（1843年）两度修缮。清朝的礼亲王将该寺作为家庙，清末醇亲王等权贵多次住宿该寺。
清朝《日下旧闻考》记载，该寺首任住持是僧录司左觉义法师宗永。后来继任住持的元空、圣安、法安等人皆是高僧，法安还曾任全国佛教领袖。
《日下旧闻考》刊载的李东阳《承恩寺记略》如下（原碑已无存）：
　　承恩寺记略
　　都城之西山，自太行迤逦而来，二千馀里，迄于古碣石之地，以入于海。屏嶂严固，岩峦起伏，奇踪巨丽，甲于天下。释刹道观，往往各得其胜。乃于金山之西、香山之南，有山名曰翠微，有新刹一区，额曰承恩。其地崇冈后峙，高塔前耸，长河抱其阳，平畴衍其周。论堪舆者以为风气攸结，览形胜者以为景物所会。而溷于氓居，践于樵苏，閟而不发者久矣。爰伐材于林，凿石于山，佣夫于农隙，选工于善事，众手交作，布地除壤，高库称位，三阅炎燠，甫以告成。予兹虽退老丘壑，未能扶衰力惫，携筇蹑屐，一往观焉。兹山少所经历，游不啻数十，至翠微之胜亦知之熟矣，故为之记。兹寺经始于正德五年庚子之春，落成于八年癸酉之秋，额名实上所赐，且命僧宗永为僧录司左觉义，兼本寺住持。
　　正德十年立。李东阳撰。
《重修承恩寺碑》位于承恩寺大雄宝殿前，如今尚存，碑文如下：
　　［碑阳］
　　重修承恩寺碑

　　粤稽洪荒之世，制度不兴，混沌初开，教化未阐。况夫代远年湮，事难备考。汉兴以来，释氏之说始入中华，李唐之代其教乃盛行矣。虽云一切佛法本心自有要，非宏其兰若，不足以肃观瞻。非装其法相，不足以昭虔敬。

　　乃磨石口旧有前明上方一座，自乾隆二十二年重修之后，又历八十馀春秋，颇形倾圮。首领太监刘金庆目睹情形，爰倡义举，并承礼亲王菊泉主人慨捐多金，用完善果。于是构料鸠工，以新庙貌，计六十日，精舍告成，而殿宇遂以改观焉。

　　伏以三昧真传，原是空中有色，贞一精蕰，本来色即是空。幸法轮之常转，寿域咸登；望沙门之大开，波罗共上。盖佛之在天下也，如水之在地中，惟信之深者，而后感之神焉。譬若掘井得泉，而曰水专在是，岂理也哉？抑又闻之，凡祀国之大典也，以劳定国则祀之，法施于民则祀之。夫慈云荫世，上之可以护国，非以劳定国乎？宝筏渡人，下之可以警众，非法施于民乎？缮修供奉，礼亦宜之。嗟夫！花雨微飘，识晨钟之初响；香风偶动，聆暮鼓之乍敲。有不猛然惊醒者其谁也欤？爰命石工镌以记之。

　　长白钟泰撰文，长白科年敬书。

　　道光二十三年三月谷旦立。
　　［碑阴］
　　礼亲王施钱壹千贰百吊，恒隆号施钱拾千吊，温格惠施钱拾千，恒业厂，田泉（下缺）伍千，杨克敏施钱伍千，顺兴窑施钱伍千，□源德施银贰两。

　　广山代化琉璃窑助大吻仙从走兽夯，万和号施钱拾千，周兴施钱拾千，瑞盛厂，张凤（下缺）伍千，魏天赐施钱伍千，周贵施钱伍千，增升长施银贰两。

　　万盛号施钱叁百千，义长牛施钱拾千，王成施钱拾千，德源厂，永聚布舖施钱伍千，韩孝贞施钱伍千，梁卿施钱伍千，王以佩施银贰两。

　　通和木厂施钱贰百千，天盛福施钱拾千，刘永德施钱拾千，义兴厂，增升号施钱伍千，王玉福施钱伍千，张永和施钱伍千，吴永茂施银贰两。

　　景盛施钱壹百千，天隆当施钱拾千，张福元施钱拾千，公合厂，顺天号施钱伍千，王玉禄施钱伍千，梁秉乾施钱伍千，信文瑛施银贰两。

　　于明施钱柒拾千，悦来厂施钱拾千，孙显儒施钱拾千，广源厂，广德堂施钱伍千，杨芬施钱伍千，闫本庆施钱伍千，尚崇纪施银贰两。

　　青苗公施钱肆拾千，北永成庄施钱拾千，石进凤施钱拾千，世亨厂，重兴店施钱伍千，张继善施钱伍千，闫惠施钱伍千，赵文成施银贰两。

　　王兴中施钱叁拾玖千，万顺店施钱拾千，薛永禄施钱拾千，恒□和，顺天兴号施钱伍千，薛呈祥施钱伍千，闫槐施钱伍千，李文库施银贰两。

　　张孟祥，□森和施钱拾千，高俊施钱拾千，源福号，天合厂施钱伍千，韩云台施钱伍千，双顺窑施钱伍千，刘□财施银贰两。

　　□富有施钱壹百千，隆泰局施钱拾千，牛殿魁施钱拾千，永盛店，天昌合记施钱伍千，梁国栋施钱伍千，安□升施钱伍千，蔡进俊施银贰两。

　　张孟麟，义盛店施钱拾千，刘宗禄施钱拾千，永盛店等施钱陆拾千，东洪忝施钱伍千，岳瑶施钱伍千，岳光亨施钱伍千，李凤施银贰两。

　　万成店施钱叁拾千，嵩奎施钱拾千，李忠施钱拾千，祥魁施钱伍千，昌天杠房施钱伍千，顺兴窑施钱伍千，刘行信施钱伍千，李廷桂施银贰两。

　　郑□施钱叁拾千，金双福施钱拾千、恒兴肉舖施钱玖千，邦骥施钱伍千，万年簾舖施钱伍千，李成文施钱伍千，万德当施钱伍千，李文炳施银贰两。

　　瑞和家伙舖施钱叁拾千，张福元施钱拾千，李成贵施钱玖千，富琨施钱伍千，天兴棚舖施钱伍千，王进宝施钱伍千，李生施银贰两。

　　祥福施钱叁拾千，郭怀俊施钱拾千，洪昌号施钱捌千，兴仪局施钱伍千，天会堂施钱伍千，刘芳施钱伍千，万盛店施钱伍千，李权施银贰两。

　　广顺窑施钱贰拾捌千，肖文亮施钱拾千，仲安和施钱捌千，安常泰施钱伍千，王添贵施钱伍千，张其伟施钱伍千，罗文瑞施钱伍千，田伟施银贰两。

　　王显施钱贰拾捌千，春华楼施钱拾千，李呈顺施钱柒千，公盛木舖施钱伍千，汤双工施钱伍千，孙显凤施钱伍千，金广福施钱伍千，苏奉施银贰两。

　　兴隆号施钱贰拾千，恒寿施钱拾千，李全秀施钱柒千，栗温忠施钱伍千，重庆施钱伍千，柳宗施钱伍千，双成窑施钱伍千，永盛号施银壹两伍钱。

　　广智施钱贰拾千，杨其祥施钱拾千，白尚志施钱柒千，张富龙施钱伍千，邓茂施钱伍千，柳殿魁施钱伍千，张继宗施钱伍千，德源长施银壹两伍钱。

　　马洪礼施钱贰拾千，柳丈祥施钱拾千，李廷训施钱柒千，高治施钱伍千，刘柏如施钱伍千，王玉福施钱伍千，刘进宝施钱伍千，三盛鱼舖施银壹两伍钱。

　　宋玉林施钱贰拾千，夏温施钱拾千，四合公施钱陆千，高濯施钱伍千，杨世清施钱伍千，王玉禄施钱伍千，杨二合施钱伍千，王君施银壹两伍钱。

　　李玉焜施钱贰拾千，夏尚福施钱拾千，刘喜施钱陆千，高攀柱施钱伍千，王亮施钱伍千，王世宽施钱伍千，蔡庆喜施银伍两，穆俊俨施银壹两伍钱。

　　夏雯方施钱贰拾千，白玉瓒施钱拾千，张中明施钱陆千，王权施钱伍千，孙二格施钱伍千，□兴金玉班施钱伍千，赵秀堂施银伍两。

　　北山园寝□等地施钱贰拾千，箫唯一施钱拾千，白守廉施钱陆千，高蟾社施钱伍千，复忝号施钱伍千，王德山施钱伍千，梁百福施银伍两。

　　南山园寝泉等地施钱拾陆千，马□锦施钱拾千，安兴施钱陆千，海润施钱伍千，德胜局施钱伍千，广盛义施钱伍千，苑怀玉施银伍两。

　　广兴号施钱拾陆千，平德窑施钱拾千，郭芝垣施钱陆千，□年施钱伍千，集兴号施钱伍千，杨德云施钱伍千，崔在祈施银叁两。

　　大椅子窑施钱拾伍千，吉顺窑施钱拾千，许明施钱陆千，德福施钱伍千，聚盛号施钱伍千，韩孝贞施钱伍千，金荣庆施银贰两伍钱。

　　通盛窑施钱拾伍千，宝兴窑施钱拾千，赵允怀施钱陆千，广合施钱伍千，富有局施钱伍千，大和馆施钱伍千，李全施银贰两。

　　刘建元施钱拾伍千，复兴窑施钱拾千，邓广施白灰叁千觔，禄元施钱伍千，天成馆施钱伍千，大成□舖施钱伍千，刘成贵施银贰两。

　　天兴窑施钱拾伍千，天顺窑施钱拾千，全顺山施白灰叁千觔，济明施钱伍千，南万盛号施钱伍千，正元堂施钱伍千，陈进祥施银贰两。

　　人和当施钱拾伍千，义盛窑施钱拾千，顺兴山施白灰叁千觔，和静施钱伍千，同丰局施钱伍千，柳药舖施钱伍千，吕德玉施银贰两。

　　广裕号施钱拾肆千，香椿树窑施钱拾千，潘庆施钱伍千，舒丈施钱伍千，吕长庆施钱伍千，德胜窑施钱伍千，郑长禄施银贰两。

　　天益号施钱拾千，李海福施钱拾千，廷衡施钱伍千，彭来福施钱伍千，卢玉云施钱伍千，天德号施银贰两。

　　义源号施钱拾千，梁恺施钱拾千，德平施钱伍千，宋福兴施钱伍千，龚茂泰施钱伍千，恒足□施银贰两。

　　住持僧本玺。监修僧清□。
《重修承恩寺碑文》原碑现已无存，碑文如下：
重修承恩寺碑文
　　京城之西北有翠微山，绵亘数百里，层峦叠嶂，使人接应不暇。其间古刹精舍不一而足。山之隈有庙曰承恩寺，创自有明，盖温公所建也。二百馀年，多形倾圮，曾于道光癸卯年间修葺前殿、山门及后殿等，其他则欲修而未果。礼邸□□刘姓金庆者，其为人心地朴实，语言直爽，在本府历事四世，多□匡正，又性好施与常劝人为善。至是复议重修，并于后殿之后添□数楹，遂移温公供奉其中。盖鸠工聚材，不数月而告成。金碧辉煌□林麓山光相掩映，洵足以壮观瞻，称盛举也。余素慕刘公之慈□□，又乐其志之有成。喜为善人道也。于是乎记。
　　长白钟年葆斋氏撰文，长白科年先甲氏篆盖，蒙古广智乐溪氏书。
　　道光三十年岁次庚戌（下缺）
《民国二十年僧案选》记载：“本庙（承恩寺）面积亩数，约十四亩有余，又毗连余地三十三亩。本庙房屋间数，一百二十五间。附属土地亩数，平地山地二顷零七亩。又云，慧志和尚自置民红契地二顷十八亩……庙内神像有毗卢佛、释迦佛、菩萨、韦驮、伽蓝、天王、金刚、十八罗汉、天仙圣母、二郎神、关帝，泥质神像共二十七尊，铜质五十一尊，铜钟二架，大鼓二面，铁磬一口。藏经全部十分之四。”当时，模式口大街的半条街、村西的田义墓、隘口后面的塔院、高井村的翠云庵，都是承恩寺的庙产，如今的北京市第九中学校园原也是承恩寺僧人的菜园。
中华人民共和国成立后，1950年代将该寺改为石景山中学的校园。1990年定为北京市文物保护单位，2006年升为第六批全国重点文物保护单位。石景山中学迁走后，2001年开始再度重修，但一直未对外开放。2006年，承恩寺曾筹建石景山民俗博物馆，面向社会征集有关该寺的文献资料和口头传说，但后来博物馆一直未建成。承恩寺暂被北京市石景山区非物质文化遗产保护工作办公室、北京市石景山区文物保护协会、石景山区文化遗产保护中心用作办公地点。

## 建筑
承恩寺坐北朝南，四周有院墙。格局为四进院落，呈“回”字型布局。主要建筑有：
- 山门殿：门前有上下马石。
- 天王殿
  - 钟楼、鼓楼：木结构建筑。不在天王殿前，而是在天王殿左右。
- 大雄宝殿
  - 东、西配殿
- 法堂
- 倒座房
- 大操场：位于寺后，面积较大。[1][2]

承恩寺内有几个奇观：
- 人字柏：该寺后院操场北墙根有一棵古柏树，八到九米高，树干下部分成两个岔，如“人”字。岔间跨度大约为二尺，高1.5米，树龄已超过三百年。
- 古雕楼：承恩寺院内四角各有一座石砌雕楼，每座10米高，三层，长方形，面积大约108平方米，带有石窗。其中东、西两座离该寺院墙五、六十米远。每座雕楼下面都设有暗道，相互连通。从结构上看，很像唐宋建筑风格。从风化程度看，建造年代早于承恩寺。
- 大型壁画：现存六幅。其中天王殿东墙的“巨龙图”，画面清晰，四条龙盘旋在云天中。另外还有帝王放生图壁画。
- 银杏抱桑：是一株银杏怀抱一株桑树。[2]